# Giuseppe Turchi (pittore 1840)
Giuseppe Turchi (Sezze, 1840 – Singapore, 2 luglio 1895) è stato un pittore italiano.

## Biografia
Figlio di Lidano e Maria Carmine Millei. Si formò a Roma all'Accademia di San Luca, diplomandosi nel 1860. Tornò a Sezze, dove nel 1861 dipinse grandi tele per la badessa del Monastero di Santa Chiara, le sale dell'Antiquarium, le stanze private di un'abitazione in via Tirletti e del Palazzo Rappini di via Umberto (distrutti dai bombardamenti della seconda guerra mondiale), oltre che alcuni salotti nel palazzo della famiglia La Penna in vicolo del Serpe. Nel 1876 si trasferì a Roma, dove realizzò alcuni affreschi e ne restaurò altri, finché incontrò dei rappresentanti del Siam, l'odierna Thailandia, che lo reclutarono per dipingere affreschi per il palazzo reale di Bangkok.